# Friedrich Kaspar Hartmann
Friedrich Kaspar Hartmann (* 3. Mai 1809 in Mainz; † 22. Oktober 1896 in Darmstadt) war ein preußischer Generalmajor.

## Leben

### Herkunft und Familie
Friedrich Kaspar Hartmann war ein Sohn des Schneiders Peter Hartmann und der Helene, geborene Hagel. Aus seiner 1838 in Worms geschlossenen Ehe mit Marie Franziska Geilfuß (1818–1898) sind elf Kinder hervorgegangen.

### Militärkarriere
Hartmann begann seine Laufbahn 1829 als Kanonier im Artilleriekorps der Großherzoglich Hessischen Armee. Er war 1830 Kadett-Kanonier und avancierte 1831 zum Leutnant, 1843 zum Oberleutnant sowie 1849 zum Hauptmann. Mit seiner Beförderung 1859 zum Major wurde er zur 1. Sektion des Kriegsministeriums kommandiert und Lehrer an der Militärschule in Darmstadt. 1866 stieg er zum Oberstleutnant auf und 1867 wurde er mit dem Charakter als Oberst Vorstand des Artilleriedepots Darmstadt und Kommandant des dortigen Militärhospitals. Unter Belassung seiner Stellung wurde Hartmann 1872 als charakterisierter Generalmajor in die Preußische Armee übernommen. Im selben Jahr noch wurde er mit Pension zur Disposition gestellt.
Anlässlich des 100-jährigen Stiftungsfestes des hessischen Artilleriekorps hat er 1890 das Patent zu seinem Dienstgrad erhalten. Hartmann galt als ein äußerst begabter Artillerieoffizier, der an der Ausarbeitung der preußisch-hessischen Militärkonvention 1867 maßgeblich beteiligt war.